# Jack Flag
Jack Flag (Jack Harrison) es un superhéroe que aparece en los cómics estadounidenses publicados por Marvel Comics. Ocasionalmente ha aparecido junto al Capitán América y ha sido miembro de los Guardianes de la Galaxia.

## Historial de publicaciones
Apareció por primera vez en Captain America #434 (diciembre de 1994), y fue creado por Mark Gruenwald y Dave Hoover.

## Biografía ficticia
Jack y su hermano, Drake, eran miembros de la red de línea directa de computadoras del Capitán América. Juntos, crearon un grupo de patrulla de ciudadanos en su ciudad natal Sandhaven, Arizona. Varios criminales atacaron a Drake; el ataque lo dejó incapaz de usar sus piernas. Después del ataque, Jack y Drake descubrieron que la Sociedad Serpiente se había infiltrado en su ciudad natal y habían intentado ponerse en contacto con las autoridades locales. Descubrieron que la Sociedad Serpiente había sobornado a las fuerzas del orden. Jack, descontento con esta información, comenzó a entrenar en artes marciales y levantamiento de pesas para poder luchar contra la Sociedad Serpiente por su cuenta. Se disfrazó y se convirtió en Jack Flag, una identidad que pensó que enorgullecería al Capitán América.
Durante un robo a un banco, Jack intervino y pisó a Rock Python y Fer-de-Lance (ambos miembros de la Sociedad Serpiente). Poco después de esto, Jack intentó infiltrarse en la Sociedad, pero Rey Cobra no confiaba plenamente en Flag. Rey Cobra envió a Jack a robar una pintura del Sr. Hyde, quien golpeó severamente a Jack. Mientras peleaba, los químicos de Hyde empaparon a Jack y desarrolló habilidades físicas sobrehumanas. Después de recibir sus nuevos poderes, Flag derrotó fácilmente a Sr. Hyde y recuperó la pintura. Antes de devolver la pintura a Rey Cobra, Flag se comunicó con la línea directa del Capitán América y les informó que la Sociedad Serpiente estaba en Sandhaven. Impresionado por haber podido derrotar a Sr. Hyde, Cobra probó a Jack como un nuevo King Cobra. Mientras Flag estaba encubierto con la Sociedad Serpiente, el Capitán América y su protegido, Free Spirit, aparecieron para ayudar a Jack y derrotar a la Sociedad. Jack siguió al Capitán América y Free Spirit hacia el este, ayudándolos contra ULTIMATUM, A.I.M. y Madcap. Cuando el Capitán América creyó que se estaba muriendo, encargó a Jack Flag, Free Spirit, Fabian Stankowicz y Zach Moonhunter que mantuvieran su línea directa.

### Guerra Civil
Durante la historia de la Guerra Civil, se muestra que Jack Flag vive una vida civil con su novia Lucy en Cleveland, Ohio, pero se niega a registrarse o a tirar su traje y sus armas sobre la base de que la Ley de Registro de Superhumanos es "antiestadounidense". Cada vez más frustrado con la respuesta lenta de la policía y la falta de acción sobre el crimen en su área, interviene disfrazado de Jack Flag cuando una mujer es atacada fuera de su edificio de apartamentos. Debido a esto, él es atacado por los nuevos Thunderbolts por violar la Ley de Registro de Superhumanos. Es capaz de someter a casi todo el equipo de Thunderbolt. Mientras escapaba, él es apuñalado en la columna por Bullseye, perforándole la cauda equina y dejándolo paralizado. Bullseye afirma que Flag "nunca volvería a caminar". Luego es detenido, donde es severamente golpeado por un enfurecido Espadachín.

### Guardianes de la Galaxia
Más tarde se muestra a Jack Flag liderando a los prisioneros de la prisión de la Zona Negativa contra el ejército de Blastaar, lo que hace desde una silla de ruedas. Después de escapar con los Guardianes de la Galaxia, la columna vertebral de Jack es reparada, en dos minutos, por el personal médico de Knowhere. Opta por permanecer en la estación en lugar de regresar a la Tierra (donde sería considerado un fugitivo). Más tarde se une a los Guardianes como parte del 'Equipo Kree' durante el evento cruzado War of Kings. Él es parte de un equipo diplomático enviado a los Inhumanos ya que los Guardianes creen que los Inhumanos están poniendo en peligro ingenuamente a la galaxia con su guerra. Jack sigue siendo un miembro activo del equipo en The Thanos Imperative. Durante la historia de War of Kings, una de las muchas iteraciones futuras alternativas del Guardián del siglo 31, Starhawk, secuestra a Jack Flag, Star-Lord, Bug, Mantis y Cosmo. Descubren que el futuro está en un flujo peligroso debido a "La Falla": un desgarro de varios parsec de ancho en el tejido del espacio-tiempo. La lágrima se creó como resultado de que Black Bolt del Imperio Kree dirigido por Inhumanos detonó una bomba tan poderosa que rompió la Materia Oscura que mantenía unido el universo. Los Guardianes se abren camino a través de esta odisea, intentando entregar un mensaje a Adam Warlock, que se encuentra en el siglo XXI justo antes de la detonación de la T-Bomb. Los Guardianes están sufriendo síntomas de la corriente temporal rota. Con Peter Quill, mediante el uso de un Celestial esclavizado por Ba y el perro telepático Cosmo, Warlock logra detener el crecimiento de la Falla. La lágrima permanece, abriendo una puerta a mayores peligros: Warlock se ha convertido en su yo malvado, Magus, como resultado de haber salvado al universo de la destrucción a través de la expansión de Fault, Star-Lord se vuelve geriátrico, Mantis una bebé, Bug un adolescente, Cosmo un cachorro y Jack Flag parecen intangibles. Starhawk le revela que esto se debe a la "naturaleza única" de Jack Flag. Él le informa que el destino de Jack Flag es remodelar el universo.

### Capitán América: Steve Rogers
Jack Flag luego regresó a la Tierra, reclutado por el rejuvenecido Steve Rogers para ser parte de S.H.I.E.L.D. y unirse a la lucha contra la creciente amenaza de Hydra. Él y Free Spirit fueron a Bagalia para tratar con el Barón Zemo y sus "Nuevos Maestros". Jack ignoró las órdenes de Rogers de quedarse con Free Spirit y fue tras Zemo mismo, enfrentándolo en su avión de escape y derrotándolo. Enojado con él, Rogers arroja a Flag desde el avión sin paracaídas, antes de decir "Hail Hydra". Free Spirit lo encuentra inconsciente, pero vivo, en la calle cuando aparecen los villanos de Bagalia e intentan matarlos. Finalmente, Rogers y otros miembros de S.H.I.E.L.D. los rescatan a tiempo para recibir atención médica de Jack Flag. Había caído en coma a consecuencia de la herida. Más tarde se lo ve en la bahía médica en estado comatoso, mientras Free Spirit y Rick Jones lo visitan. Más tarde, Steve Rogers intenta matar a Jack, inyectándole veneno, hasta que llega Free Spirit y le dice que la familia de Jack decidió desconectarlo. Durante su funeral, Steve intenta ayudar a Cathy y Rick, que todavía están de duelo.

## Poderes y habilidades
Después de ser empapado con los productos químicos del Sr. Hyde, Jack Flag ganó fuerza sobrehumana, resistencia y durabilidad. También es un excelente atleta y un hábil artista marcial.

## Otros medios

### Videojuegos
- Jack Flag hace un cameo en Marvel's Guardians of the Galaxy. Aquí Jack es un recluso solitario en una prisión de Nova Corps llamada "La Roca" superada por la Iglesia Universal de la Verdad, y tiene una conversación con Peter Quill en el Capítulo 5. Su origen y poderes se exploran más tarde en un archivo de computadora que se ve más adelante en el nivel, aludiendo a su súper fuerza a través de la Fórmula Hyde.[14][15]